# Johann Naumann
Johann Gottlieb August Naumann (ur. 1799 w Berlinie, zm. 1870 w Bydgoszczy) – prezydent Regencji w Koszalinie w latach 1857–1864, prezydent Regencji w Bydgoszczy w latach 1864–1870.

## Życiorys
Urodził się 19 lutego 1799 r. w Berlinie. W 1816 r. ukończył tutejsze gimnazjum. Później odbył roczną służbę wojskową w 1 kompanii gwardyjskiej strzelców. Następnie z przerwami do 1827 r. studiował prawo i skarbowość na uniwersytecie w Berlinie.
Po ukończeniu studiów i złożeniu pierwszego egzaminu dla prawników, podjął pracę jako auskultator w Sądzie Miejskim w Berlinie. Tam też złożył drugi egzamin zawodowy legitymując się świetną znajomością zagadnień prawniczych. W 1829 r. został mianowany referendariuszem, a w 1831 r. uzyskał stopień asesora. W 1832 r. zrezygnował z pracy w sądownictwie, przeniósł się do Poznania i podjął pracę w tamtejszym Kolegium Regencyjnym jako decernent w administracji domen i równoległe asesor w zarządzie spraw kościelnych.
W 1835 r. awansował do stopnia radcy regencyjnego i przeniósł się do Regencji w Legnicy. Z racji niezbyt wysokiego wynagrodzenia nie wystarczającego na utrzymanie czwórki dzieci był zmuszony korzystać z pomocy finansowej ojca, radcy Sądu Kameralnego w Berlinie. Od 12 października 1837 r. podjął pracę jako justycjariusz Wydziału Spraw Wewnętrznych i Wydziału Szkół i Kościołów Regencji w Magdeburgu. Z kolei od 1841 r. został przeniesiony do Regencji we Frankfurcie nad Odrą i awansował na stanowisko wyższego radcy regencyjnego.
W 1848 r. był posłem do Zgromadzenia Narodowego we Frankfurcie nad Menem, reprezentując powiat Chociebuż. W sierpniu 1849 r. mianowano go wiceprezydentem Regencji w Moguncji, a następnie kilka lat był prezydentem Regencji w Koszalinie. Ostatecznie został przeniesiony na wakujące stanowisko prezydenta Regencji w Bydgoszczy, na którym urzędował do swojej śmierci.
Zmarł 30 września 1870 r. po długiej i ciężkiej chorobie. Pogrzeb odbył się 3 października 1870 r. na cmentarzu ewangelickim przy ul. Jagiellońskiej (dziś Park Ludowy im. W. Witosa).
Był żonaty z Louise z domu von Werder. Został odznaczony Orderem Czerwonego Orła II klasy z Liśćmi Dębu.
Jedną z ulic miasta nazwano jego imieniem (dziś ul. Seminaryjna).

## Prezydent Regencji w Bydgoszczy
Johann Naumann objął obowiązki urzędowe 1 maja 1864 r. Był to okres rozwoju terytorialnego Bydgoszczy, do którego włączono folwarki Grodztwo i Nowy Dwór, zyskując tereny pod przyszły rozwój urbanistyczny miasta. Wtedy także rozpoczęła się industralizacja Bydgoszczy. Powstały nowe warsztaty rzemieślnicze i niewielkie jeszcze fabryki, które z biegiem lat przekształciły się w nowoczesne zakłady przemysłowe, np. Carla Blumwego i Carla Fiebrandta oraz Hermanna Löhnerta.
Johann Naumann w historii miasta zapisał się utworzeniem w 1869–1870 parku o powierzchni 7 ha położonego na wzgórzu między ulicami Szubińską, Seminaryjną i Wysoką. Już po jego śmierci w 1871 r. nazwano go jego imieniem (niem. Naumannshöhe). W parku posadzono kasztanowce, dęby, klony i buki. Uczestniczył także w 1869 r. w uroczystości poświęcenia kamienia węgielnego pod budowę kościoła ewangelickiego pw. Pawła Apostoła. Funkcję prezydenta Regencji w Bydgoszczy pełnił przez 6 lat do swojej śmierci.